# Одесский военный округ
Оде́сский вое́нный о́круг (ОдВО) (укр. Одеський військовий округ) — единица военно-административного деления территории Российской империи, один из первых созданных военных округов, а также оперативно-стратегическое территориальное объединение Вооруженных Сил СССР и Вооруженных Сил Украины, прошедшее три формирования и существовавшее в 1919, 1939—1941 и 1944—1998 годах. Управление округа находилось в Одессе.
Части округа после распада СССР были разделены между Украиной, Россией и Молдовой (отдельные подразделения вошли в состав вооруженных сил непризнанной ПМР).

## История

### Российская империя
Одесский военный округ был создан 12 (24) декабря 1862 года во время военной реформы министра Д. А. Милютина, которая предусматривала переход на военно-окружную систему управления сухопутными войсками. Существовал до 1918 года. Включал территории Херсонской, Екатеринославской, Таврической губерний и Бессарабской губернии. В 1869 году Хотинский уезд Бессарабской области передан в состав Киевского военного округа. В период с 1870 года по 12.08.1889 года командующий войсками округа одновременно занимал должность временного Одесского генерал-губернатора.

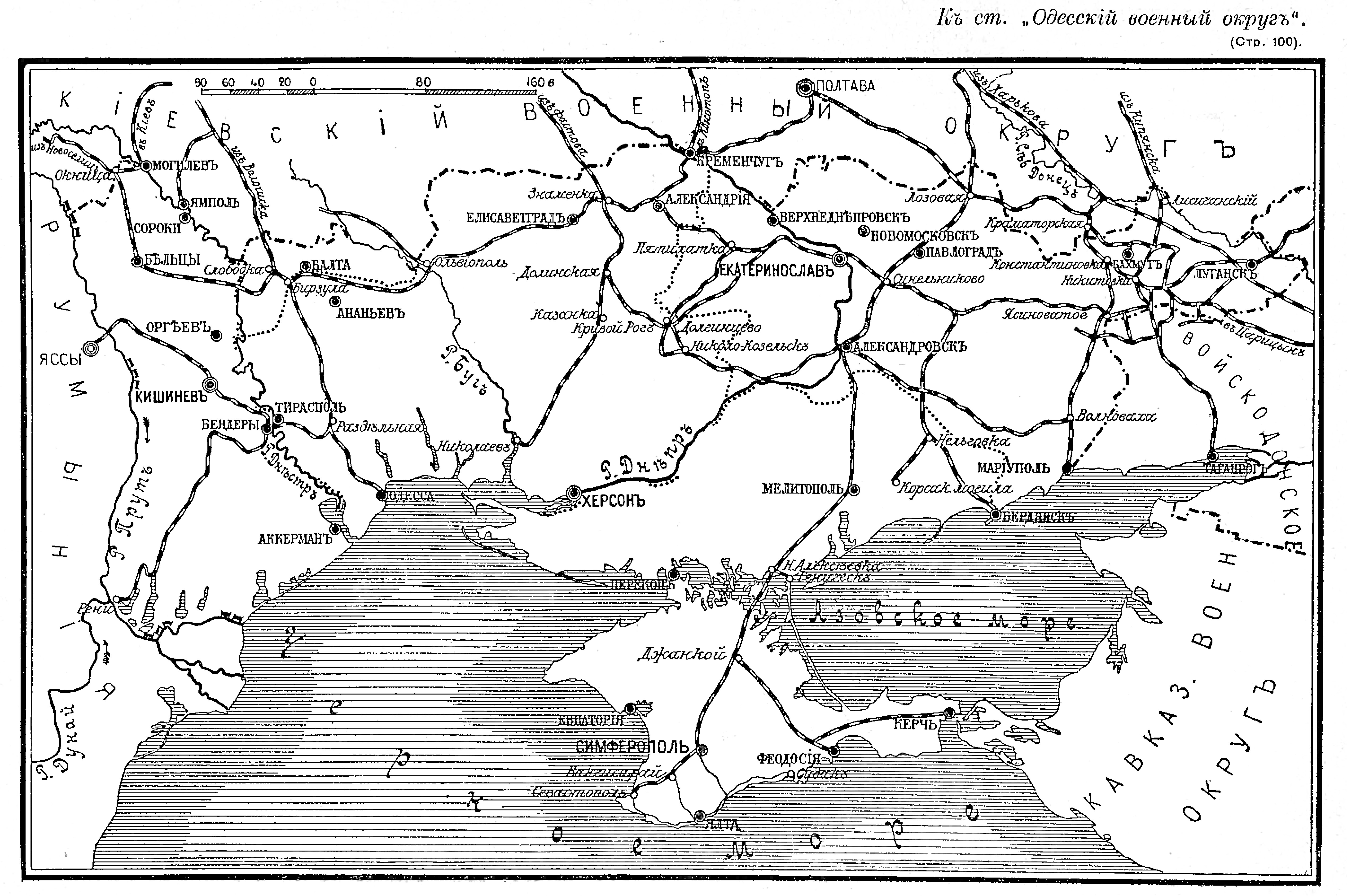
Одесский военный округ

В справочнике «Армия и флот» в числе военных формирований округа указаны 7-й армейский корпус (13-я, 34-я пехотные дивизии, Крымский конный и 7-й Донской казачий полки) и 8-й армейский корпус (14-я, 15-я пехотные дивизии, 4-я стрелковая бригада, 8-я кавалерийская дивизия)  со штабами в Симферополе и Одессе, соответственно.
В 1914 округ переименован в Одесский военный округ на театре военных действий. В январе 1918 года штаб ОдВО был преобразован в штаб Румынского фронта и Одесской области (фронт-округ).

### 1-е формирование
Приказом наркомвоенмора Украины Н. И. Подвойского № 25 от 9 апреля 1919 года, после овладения Красной армией всей Новороссии, был образован Одесский военный округ, куда вошли Херсонская, Таврическая и Бессарабская губернии. Упразднён 5 августа 1919 года, поражения Красной армии и утратой всех территорий, входящих в округ; все учреждения и части вошли в состав 12-й армии.

### 2-е формирование
11 октября 1939 года Приказом НКО СССР № 0157 Одесский военный округ вновь создан в результате выделения из Киевского и Харьковского военного округов территорий Одесской, Днепропетровской, Николаевской, Запорожской, Кировоградской областей, Крымской АССР и Молдавской АССР (с 1940 Молдавской ССР).
С началом Великой Отечественной войны 22 июня 1941 года на базе управления и войск ОдВО сформирована 9-я отдельная армия. Командующий войсками округа генерал-полковник Я. Т. Черевиченко назначен командующим войсками армии. Командующим войсками округа назначен генерал-лейтенант Н. Е. Чибисов. Управление округа по прежнему находилось в Одессе. 24 июня 1941 года образован Южный фронт. 25 июня 1941 года Одесский военный округ переподчинён Военному совету Южного фронта. Часть сил округа направлена на создание Приморской группы войск Южного фронта (в дальнейшем — Приморская армия). К 19 августа 1941 года штаб округа передислоцирован в г. Павлоград Днепропетровской области, а из войск Одесского округа создана резервная армия Южного фронта. 20 августа 1941 года в Крыму на базе 9-го стрелкового корпуса Южного фронта (директива Ставки ВГК от 14 октября 1941 г.) создана 51-я армия с непосредственным подчинением Ставке ВГК (на правах фронта).
10 сентября 1941 года округ был упразднён.
Героическая оборона Одессы продолжалась семьдесят три дня — с 5 августа по 16 октября 1941 года.

### 3-е формирование
23 марта 1944 года Одесский военный округ вновь был восстановлен (без Днепропетровской и Запорожской областей, но с Херсонской областью). Место дислокации штаба — г. Кировоград, с октября 1944 года — г. Одесса. В 1945 Крымская и Херсонская области включены в состав нового Таврического ВО. 1 мая 1945 года в г. Одессе состоялся первый с начала войны парад войск Одесского гарнизона. 9 июля 1945 года округ перешёл на новый штат, а с 1 сентября 1945 года в воинских частях начались плановые занятия по боевой подготовке. В июле 1946 года с Урала в Одессу возвратилось Краснознамённое пехотное училище им. К. Е. Ворошилова. Летом 1947, 1948, 1949 годов войска округа принимали активное участие в уборке урожая в пяти областях. С 30 сентября по 11 октября 1946 года проводились крупнейшие тактические учения под руководством командующего войсками Одесского военного округа Маршала Советского Союза Г. К. Жукова. В мае 1950 года развернулась работа по сплошному разминированию бывших районов боевых действий на территории 931 987 га. С 1954 года начинается перевооружение войск округа на новейшие образцы техники.
В апреле 1956 года расформирован Таврический военный округ, а его территория и войска переданы в состав Одесского военного округа. 1960—1966 года — годы качественного роста частей и подразделений, повышение их технических и боевых возможностей. 22 февраля 1968 года в связи с 50-летием Советской Армии и Военно-Морского Флота округ награждён орденом Красного Знамени. В июне 1971 года на территории округа проводились крупнейшие военные учения «Юг» под руководством Министра Обороны СССР Маршала Советского Союза А. А. Гречко. С 1984 КОдВО находился в подчинении Главного командования войск Юго-Западного направления.
К 1991 году Краснознамённый Одесский военный округ включал территории Автономной республики Крым, Одесской, Николаевской, Запорожской, Херсонской областей Украины и Молдавии. После распада СССР с 18:00 3 января 1992 года округ перешёл под юрисдикцию Украины. Последний командующий войсками КОдВО во время СССР был генерал-лейтенант В. Г. Радецкий, который впоследствии стал вторым министром обороны Украины. Вследствие вывода из состава войск КОдВО 14-й общевойсковой армии и принятия 6 ТА, 1З ОА, в 1992 году округ стал располагаться на территории 4 областей и Крыма.
В соответствии с Директивой МО Украины от 1 июля 1997, с 3 января 1998 года Одесский военный округ переформирован в Южное оперативное командование. Войска ЮОК расположены на территории 9 областей (Одесская, Николаевская, Херсонская, Днепропетровская, Запорожская, Донецкая, Луганская, Кировоградская, Харьковская) и Крым.

### 1939 год
17 октября в составе округа были:
- Управление округа
- Управление и корпусные части 7-го стрелкового корпуса.[4]
- Управление и корпусные части — 8-й стрелковый корпус.[4]
- Управление и части 95-й стрелковой дивизии (численность 14000 чел.).[4]
- Управление и части 51-й стрелковой дивизии (численность 6000 чел.).[4]
- Управление и части 15-й стрелковой дивизии (численность 6000 чел.).[4]
- Управление и части 156-й стрелковой дивизии (численность 6000 чел.).[4]
- Управление и части 30-й стрелковой дивизии (численность 3000 чел.).[4]
- Управление и части 132-й стрелковой дивизии (численность 3000 чел.).[4]
- Управление и части 151-й стрелковой дивизии (численность 3000 чел.).[4]
- Управление и части 176-й стрелковой дивизии (численность 3000 чел.).[4]

## Военные силы ОдВО на 1940 год
26 апреля 1940 года 173-я мотострелковая дивизия прибыла в ОдВО и разместилась в полевом лагере в г. Первомайске (см. Первомайск (Николаевская область).
В мае 1940 года 173-я мсд переформирована в 173-ю стрелковую дивизию.
В июне-июле 1940 года войска округа принимали участие в присоединении Бессарабии, которая в 1917 году была аннексирована у России, к СССР.
Из войск округа и войск других округов была сформирована 9-я армия Южного фронта. Командовал войсками 9-й армии командующий войсками округа генерал-лейтенант И. В. Болдин.
С 7 июля 1940 постоянно дислоцировались в Молдавии (Бессарабия и левобережье Днестра): 176-я стрелковая дивизия в районе Сороки, Флорешты, Бельцы, 15-я моторизованная дивизия в районе Бендеры, Тирасполь, 9-я кавалерийская дивизия в районе Леово, Комрат, 25-я стрелковая дивизия в районе Кагул, Болград, 51-я стрелковая дивизия в районе Килия, Старая Сарата, Аккерман и управления 14-го и 35-го стрелковых корпусов соответственно в Болграде и Кишинёве. (Основание: директивы наркома обороны № 0/1/104584 командующий Южным фронтом генерал армии Г. К. Жуков издал директивы № 050—052)
10 июля 1940 года началось формирование управления 2-го механизированного корпуса, корпусных частей, 11-й и 16-й танковых дивизий. В состав корпуса включена 15-я моторизованная дивизия. Формирование корпуса проводилось в г. Тирасполь и завершилось 18 июля 1940 года.
Проводилась рекогносцировка местности для сооружений 80-го Одесского УРа, планировалось 11 узлов обороны. Управление района находилось в г. Одесса.
В округе вдоль черноморского побережья в Одесской области был заложен 80-й укреплённый район — Одесский. Фортификационные работы проводились в рамках приказа наркома обороны Маршала Советского Союза С. К. Тимошенко от 26 июня 1940 г.
20 ноября 1940 года в составе округа были:
- Управление округа
- Управление и корпусные части 35-го стрелкового корпуса в г. Кишинёве.[6],[7]
- Управление и корпусные части 14-го стрелкового корпуса в г. Болграде (Одесская область).[6],[7],
- Управление и корпусные части 7-го стрелкового корпуса.[7],
- Управление и части 176-й стрелковой дивизии в районе Сороки, Флорешты, Бельцы.[6],[7],
- Управление и части 95-й стрелковой дивизии.[7],
- Управление и части 74-й стрелковой дивизии.[7],
- Управление и части 9-й кавалерийской дивизии в районе Леово, Комрат.[6],[7],
- Управление и части 25-й стрелковой дивизии в районе Кагул, Болград.[6],[7],
- Управление и части 51-й стрелковой дивизии в районе Килия, Старая Сарата, Аккерман.[6],[7],
- Управление и части 30-й стрелковой дивизии.[7],
- Управление и части 147-й стрелковой дивизии.[7],
- Управление и части 116-й стрелковой дивизии.[7],
- Управление и части 150-й стрелковой дивизии.[7],
- Управление и части 156-й стрелковой дивизии.[7],
- Управление и корпусные части 2-го механизированного корпуса в г. Тирасполе.[7],[5]
- Управление и части 11-й танковой дивизии.[7],[5]
- Управление и части 16-й танковой дивизии.[7],[5]
- Управление и части 15-й моторизованной дивизии.[7],[5]
- 49-я легкотанковая бригада.[7],[8]
- 320-й гаубичный артиллерийский полк РГК.[7]
- 430-й гаубичный артиллерийский полк РГК.[7]
- 522-й гаубичный артиллерийский полк РГК.[7]
- 317-й отдельный артиллерийский дивизион большой мощности.[7]
- 265-й корпусной артиллерийский полк.[7]
- 266-й корпусной артиллерийский полк.[7]

## Военно-воздушные силы ОдВО на 1941 год
В канун 22.06.1941 г. в Одесском военном округе проходили авиационные учения. Командующий ВВС генерал-майор авиации Фёдор Георгиевич Мичугин, его заместитель по политической части бригадный комиссар А. С. Горбунов и штаб во главе с генерал-майором авиации А. З. Устиновым находились в Тирасполе. Большинство полков перебазировалось на полевые аэродромы. Личный состав подготовил материальную часть к предстоящим полетам, рассредоточил её и замаскировал, как того требовали учения, проводившиеся в условиях, максимально приближенных к боевым.
22 июня 1941 года с началом Великой Отечественной войны массированными действиями с воздуха противник намеревался блокировать стационарные аэродромы и вывести из строя значительную часть самолётов. Однако этим намерениям не суждено было осуществиться: большая часть авиационных полков находилась на полевых аэродромах, остальная сумела выйти из-под удара и немедленно вступить в борьбу с противником.
На базе ВВС Одесского ВО были сформированы ВВС Южного фронта.

#### Состав ВВС ОдВО на 1941 год
- 20-я смешанная авиационная дивизия, командир — генерал-майор авиации Александр Степанович Осипенко. (Кишинёв)
  - 4-й истребительный авиационный полк
  - 55-й истребительный авиационный полк
  - 146-й истребительный авиационный полк
  - 45-й скоростной бомбардировочный авиационный полк (45-й БАП, 45-й АПИДД)[9]
  - 211-й ближнебомбардировочный авиационный полк
- 21-я смешанная авиационная дивизия, командир — полковник Дмитрий Павлович Галунов. (Одесса)
  - 67-й истребительный авиационный полк
  - 69-й истребительный авиационный полк
  - 168-й истребительный авиационный полк
  - 5-й скоростной бомбардировочный авиационный полк
  - 299-й штурмовой авиационный полк
- 45-я смешанная авиационная дивизия, командир — полковник Иван Терентьевич Батыгин. (Кировоград)
  - 132-й бомбардировочный авиационный полк
  - 131-й истребительный авиационный полк выведен из состава 45-й сад в непосредственное подчинение штабу ВВС фронта для выполнения задач ПВО.
- 317-й отдельный разведывательный авиационный полк, командир — майор Василий Дмитриевич Ивановский. (Колх-Бормс). К 22.06.1941 г. на вооружении имел 40 самолётов СБ (из них 2 неисправных). Боевые вылеты начал совершать с 23.06.1941 г. В этот день понёс и первые потери. В середине июля полк получил несколько самолётов Пе-2, переданных из 5-го сбап. До конца июля 1941 г. полк совершил 603 боевых вылета, и только в 172 из них экипажам ставились разведывательные задачи. Боевые потери полка составили 16 СБ и 2 Пе-2, кроме того, произошло несколько аварий и катастроф. В начале августа 1941 г., понеся большие потери в личном составе и технике, полк был направлен в тыл на переформирование. К этому времени полк имел всего 6 боеспособных экипажей и 9 СБ, которые он передал в 5-й сбап.
- 146-й разведывательный авиационный полк. (Тарутино, Теплице). К 22.06.1941 г. на вооружении имел 20 самолётов И-16 (из них 1 неисправный), а также 57 МиГ-3 (из них 2 неисправных), для полётов на которых лётчики ещё не были подготовлены.
- 160-й резервный авиационный полк. (Канатово, Кировоград). К 22.06.1941 г. на вооружении имел 73 самолёта СБ, И-16, И-153 (из них 38 неисправных). Количество лётчиков — 25.
- 65-я истребительная авиационная дивизия — в стадии формирования,
- 66-я истребительная авиационная дивизия — в стадии формирования,

### 1941 год
22 июня 1941 года по состоянию на 1.00 в состав округа входили:
- Управление 7-го стрелкового корпуса в г. Днепропетровске, областном центре Украинской Советской Социалистической Республики.[10],[11],[12]
  - Корпусные части:
    - 272-й корпусной артиллерийский полк.[10],[11]
    - 377-й корпусной артиллерийский полк.[10],[11]
    - 8-й отдельный сапёрный батальон.[10],[11]
    - 44-й отдельный батальон связи.[10],[11]

  - 116-я стрелковая дивизия.[10],[11]
  - 196-я стрелковая дивизия.[10],[11],[13]
  - 206-я стрелковая дивизия.[10],[11]
- Управление 14-го стрелкового корпуса в г. Болграде Измаильской области Украинской Советской Социалистической Республики.[10],[11]
  - Корпусные части:
    - 265-й корпусной артиллерийский полк.[10],[11]
    - 685-й корпусной артиллерийский полк.[10],[11]
    - 82-й отдельный сапёрный батальон.[10],[11]
    - 76-й отдельный батальон связи.[10],[11]
    - 26-й отдельный зенитно-артиллерийский дивизионс.[10],[11]

  - 25-я стрелковая дивизия.[10],[11]
  - 51-я стрелковая дивизия.[10],[11]
- Управление 35-го стрелкового корпуса в г. Кишинёве, столице Молдавской Советской Социалистической Республики.[10],[11]
  - Корпусные части:
    - 266-й корпусной артиллерийский полк в городе Оргеев Молдавской ССР.[10],[11][14]
    - 247-й отдельный сапёрный батальон.[10],[11]
    - 262-й отдельный батальон связи.[10],[11]
    - 268-й отдельный зенитно-артиллерийский дивизионс.[10],[11]

  - 95-я стрелковая дивизия.[10],[11]
  - 176-я стрелковая дивизия.[10],[11]
- Управление 48-го стрелкового корпуса в г. Рыбнице Молдавской Советской Социалистической Республики.[10],[11]
  - Корпусные части:
    - 374-й корпусной артиллерийский полк.[10],[11]
    - 268-й отдельный сапёрный батальон.[10],[11]
    - 253-й отдельный батальон связи.[10],[11]

  - 30-я горнострелковая дивизия.[10],[11]
  - 74-я стрелковая дивизия.[10],[11]
- Управление 9-го отдельного (или особого) стрелкового корпуса в г. Симферополе, столице Крымской Автономной Советской Социалистической Республики Российской Советской Федеративной Социалистической Республики.[10],[11]
  - Корпусные части:
    - 52-й корпусной артиллерийский полк.[10],[11]
    - 19-й отдельный сапёрный батальон.[10],[11]
    - 73-й отдельный батальон связи.[10],[11]

  - 106-я стрелковая дивизия.[10],[11]
  - 156-я стрелковая дивизия.[10],[11]
  - 32-я кавалерийская дивизия.[10],[11]
- Управление 2-го кавалерийского корпуса РГК в с. Романовка (Романово) Молдавской ССР.[15],[16],[17]
  - Корпусные части.
  - 5-я кавалерийская дивизия.[11],[16]
  - 9-я кавалерийская дивизия.[11],[16]
- Противовоздушную оборону наиболее важных объектов в границах военного округа осуществляли войска Южной зоны ПВО.
- Другие соединения и части.

### 1990-е годы
В конце 1980-х годов с учётом ограничений согласно готовящемуся Договору об обычных вооружённых силах в Европе соединения ОдВО были подвергнуты сокращению, их вооружение обновлено. 126-я мотострелковая Горловская дважды Краснознамённая, ордена Суворова дивизия (Крым) была передана в подчинение ВМФ в качестве дивизии береговой обороны.
Всего в 1990 году в округе находилось примерно 110 тыс. военнослужащих, 600 танков, 1 тыс. боевых бронированных машин, 900 орудий, минометов и РСЗО, 150 боевых и транспортных вертолетов.
3 января 1992 года Одесский военный округ перешел под юрисдикцию Украины и был включён в состав Вооружённых сил Украины. Вследствие вывода из состава войск ОдВО 14-й гвардейской общевойсковой армии (включена в состав Московского военного округа Вооружённых сил Российской Федерации) и принятия в состав округа 1-й гвардейской общевойсковой и 6-й гвардейской танковой армий в 1992 году округ стал располагаться на территории 14 областей и Автономной Республики Крым. Отдельные части и соединения войск ОдВО, дислоцировавшихся на территории бывшей Молдавской ССР (кроме левого берега реки Днестр) послужили основой для формирования Вооружённых сил Республики Молдова.
В соответствии с директивой МО Украины от 1 июля 1997 года, с 3 января 1998 года Одесский военный округ переформирован в Оперативное командование «Юг» и располагался на территории 9 областей (Одесская, Николаевская, Херсонская, Днепропетровская, Запорожская, Донецкая, Луганская, Кировоградская, Харьковская) и Автономной Республики Крым.

## Военные силы ОдВО на 1990-е годы
Округ включал следующие соединения и части:

### Сухопутные и воздушно-десантные войска
- Управление командующего, штаб, 363-й отдельный батальон охраны и обеспечения (г. Одесса)
- 28-я гвардейская мотострелковая Харьковская Краснознамённая дивизия (Черноморское)
- 98-я гвардейская воздушно-десантная Свирская Краснознамённая, ордена Кутузова II степени дивизия имени 70-летия Великого Октября (г. Болград)
- 55-я артиллерийская Будапештская Краснознамённая, орденов Богдана Хмельницкого и Александра Невского дивизия (г. Запорожье)
- 71-я артиллерийская дивизия кадра (г. Запорожье)
- 252-я запасная мотострелковая дивизия кадра (г. Николаев)
- 234-я дивизия охраны тыла кадра (г. Тирасполь)[21]
- 40-я отдельная десантно-штурмовая бригада (г. Николаев)
- 10-я отдельная бригада специального назначения (Старый Крым)
- 9-я ракетная бригада (Рауховка (Одесса))
- 34-я ракетная бригада (Тарутино)
- 106-я ракетная Краснознамённая, ордена Кутузова бригада (Рауховка (Одесса))
- 46-я зенитная ракетная бригада (Подгорное)
- 238-я тяжёлая гаубичная артиллерийская бригада (Ново-Алексеевка)
- 184-я гаубичная артиллерийская орденов Суворова и Кутузова бригада большой мощности (Березино)
- 190-я артиллерийская бригада большой мощности (Тарутино)
- 2-я отдельная бригада связи ГКВЮЗН (г. Кишинёв)
- 57-я отдельная бригада связи ГКВЮЗН (г. Дубоссары)
- 120-я отдельная гвардейская бригада связи (г. Одесса)
- 122-я отдельная бригада связи (г. Одесса)
- 237-я инженерно-сапёрная Александрийская Краснознамённая, ордена Суворова бригада (г. Дубоссары)
- 77-я радиотехническая бригада ПВО (Феодосия)
- 93-я отдельная радиотехническая Криворожская Краснознамённая, ордена Красной Звезды бригада особого назначения (Красноселки (Одесса))
- 18-я бригада химической защиты (Воловое)
- 92-я бригада материального обеспечения (г. Одесса)
- 94-я бригада материального обеспечения (г. Одесса)
- 10-й отдельный танковый полк (г. Николаев)
- 187-й отдельный полк связи тыла (Беляевка (Одесса))
- 25-й полк засечки и разведки (Балта)
- 320-й отдельный транспортно-боевой вертолётный полк (Чернобаевка (Херсон))
- 62-й понтонно-мостовой полк (Рыбница)
- 193-я отдельная смешанная авиационная эскадрилья ГКВЮЗН (г. Кишинёв)
- 217-я отдельная смешанная авиационная эскадрилья (г. Одесса)
- 208-я отдельная вертолётная эскадрилья РЭБ (Буялык)
- 637-й отдельный инженерный дорожно-мостовой батальон
- 72-й отдельный трубопроводный батальон (г. Одесса)
- 3623-я АртБВ (Вознесенск)
- 3043-я база хранения имущества (Новая Александровка)
- 1773-я база хранения имущества (Новая Александровка)
- 1833-й окружной инженерный склад
- 3373-й окружной химический склад
- 451-й учебный центр (Ульяновка)
- 150-й гвардейский окружной учебный Криворожский центр (г. Николаев)

#### 14-я гвардейская общевойсковая Краснознамённая армия
- Управление командующего, штаб и отдельный батальон охраны и обеспечения (г. Тирасполь);
- Соединения и части армейского подчинения;
- 59-я гвардейская мотострелковая Краматорская Краснознамённая, орденов Суворова и Богдана Хмельницкого дивизия (г. Тирасполь);
- 86-я гвардейская мотострелковая Николаевская Краснознамённая дивизия (г. Бельцы)
- 180-я мотострелковая Киевская Краснознамённая, орденов Суворова и Кутузова дивизия (г. Белгород-Днестровский);
- 158-я мотострелковая дивизия кадра (г. Кагул);
- 208-я мотострелковая дивизия кадра (г. Бельцы).

#### 32-й армейский Кёнигсбергский корпус
После передачи 126-й мотострелковой Горловской дважды Краснознамённой, ордена Суворова дивизии в подчинение ВМФ в качестве дивизии береговой обороны в составе корпуса остались 5378-я бхвт (расформированная 157-я мотострелковая дивизия (формирования 1969 года)) и корпусные части.
- Штаб корпуса — Симферополь
- 1398-й противотанковый артиллерийский полк, Луговое
- 9-й отдельный инженерно-сапёрный батальон
- 909-й отдельный батальон связи, Мазанка
- 287-й отдельный радиотехнический батальон
- 858-й отдельный ремонтно-восстановительный батальон
- 5378-я БХВТ, Феодосия, Керчь

| Авиационную поддержку округа осуществляла 5-я воздушная армия (в период 1980—88 именовалась как ВВС ОдВО). В её составе находились: - 119-я истребительная авиационная дивизия (86-й и 161-й полки переданы в состав Морской авиации ЧФ в 1989 г.) - 86-й гвардейский истребительный авиационный полк - 684-й гвардейский истребительный авиационный полк - 161-й истребительный авиационный полк - 90-й штурмовой авиационный полк - 827-й разведывательный авиационный полк - 642-й гвардейский авиационный полк истребителей-бомбардировщиков - 190-й авиационный полк истребителей-бомбардировщиков Также находились две дивизии ВТА: - 6-я гвардейская военно-транспортная авиационная дивизия (Кривой Рог) - 37-й военно-транспортный авиационный полк - 338-й военно-транспортный авиационный полк - 363-й военно-транспортный авиационный полк - 7-я военно-транспортная авиационная дивизия (Мелитополь) - 25-й гвардейский военно-транспортный авиационный полк - 175-й военно-транспортный авиационный полк - 369-й военно-транспортный авиационный полк | Воздушное прикрытие округа осуществляли 1-я и 21-я дивизии 8-й отдельной Краснознамённой армии ПВО. В их составе находились: - 62-й истребительный авиационный полк - 737-й истребительный авиационный полк - 208-я гвардейская зенитная ракетная бригада - 275-я гвардейская зенитная ракетная бригада - 46-я зенитная ракетная бригада - 174-я зенитная ракетная бригада - 206-я зенитная ракетная бригада - 1014-й гвардейский зенитный ракетный полк - 613-й зенитный ракетный полк - 1170-й зенитный ракетный полк - 14-я радиотехническая бригада - 16-я радиотехническая бригада - 16-й радиотехнический полк |

### РВСН
На территории округа дислоцировалась 46-я ракетная дивизия 43-й ракетной армии.

### Военно-морской флот
В округе дислоцировались основные силы Черноморского флота и его морская авиация:
- 2-я гвардейская морская ракетоносная авиационная дивизия
  - 5-й гвардейский морской ракетоносный авиационный полк
  - 124-й морской ракетоносный авиационный полк
  - 943-й морской ракетоносный авиационный полк
- 30-й отдельный разведывательный авиационный полк
- 43-й отдельный штурмовой авиационный полк
- 318-й отдельный противолодочный авиационный полк
- 872-й отдельный противолодочный авиационный полк
- 917-й отдельный смешанный авиационный полк
- 78-й отдельный корабельный вертолётный противолодочный полк

## Командующие войсками округа (1862—1914)
| Ф. И. О.                                | Титул, чин, звание                                                                     | Время замещения должности |
| --------------------------------------- | -------------------------------------------------------------------------------------- | ------------------------- |
| Коцебу, Павел Евстафьевич               | граф, генерал-адъютант, генерал от инфантерии                                          | 12.12.1862—11.01.1874     |
| Семека, Владимир Саввич                 | генерал-адъютант, генерал-лейтенант (с 01.01.1878 — генерал от инфантерии)             | 11.01.1874—01.04.1879     |
| Тотлебен, Эдуард Иванович               | граф, генерал-адъютант, инженер-генерал, временный генерал-губернатор                  | 01.04.1879—18.05.1880     |
| Дрентельн, Александр Романович          | генерал-адъютант, генерал от инфантерии, временный генерал-губернатор                  | 18.05.1880—14.01.1881     |
| Дондуков-Корсаков, Александр Михайлович | князь, генерал от кавалерии, генерал-адъютант, временный генерал-губернатор            | 14.01.1881—01.01.1882     |
| Гурко, Иосиф Владимирович               | генерал-адъютант, генерал от кавалерии, временный генерал-губернатор                   | 09.01.1882—07.07.1883     |
| Рооп, Христофор Христофорович           | генерал-лейтенант (с 30.08.1885 — генерал от инфантерии), временный генерал-губернатор | 21.10.1883—12.10.1890     |
| Мусин-Пушкин, Александр Иванович        | граф, генерал от кавалерии                                                             | 23.10.1890—19.12.1903     |
| Каульбарс, Александр Васильевич         | барон, генерал-лейтенант                                                               | 01.01.1904—22.10.1904     |
| Каханов, Семён Васильевич               | генерал от кавалерии                                                                   | 10.1904—27.08.1905        |
| Каульбарс, Александр Васильевич         | барон, генерал от кавалерии                                                            | 27.08.1905—23.12.1909     |
| Зарубаев, Николай Платонович            | генерал от инфантерии                                                                  | 24.12.1909—10.06.1912     |
| Никитин, Владимир Николаевич            | генерал от артиллерии                                                                  | 13.06.1912—19.07.1914     |

## Главные начальники Одесского военного округа (1914—1918)
| Ф. И. О.                     | Титул, чин, звание    | Время замещения должности |
| ---------------------------- | --------------------- | ------------------------- |
| Эбелов, Михаил Исаевич       | генерал от инфантерии | 19.07.1914—09.08.1917     |
| Маркс, Никандр Александрович | генерал-лейтенант     | 09.1917—11.1917           |
| Елчанинов, Георгий Иванович  | генерал-майор         | 11.1917—04.1918           |

## Начальники штаба округа (1862—1918)
| Ф. И. О.                              | Титул, чин, звание                            | Время замещения должности |
| ------------------------------------- | --------------------------------------------- | ------------------------- |
| Свечин, Владимир Константинович       | генерал-майор                                 | 12.12.1862—30.08.1869     |
| Горемыкин, Александр Дмитриевич       | генерал-майор                                 | 01.11.1869—31.08.1876     |
| Крживоблоцкий, Яков Степанович        | генерал-майор, с 30.08.1881 генерал-лейтенант | 31.08.1876—27.07.1882     |
| Нагловский, Дмитрий Станиславович     | генерал-майор                                 | август 1882—июль 1884     |
| Вревский, Александр Борисович         | генерал-лейтенант                             | июль 1884—октябрь 1889    |
| Маныкин-Невструев, Александр Иванович | генерал-лейтенант                             | ноябрь 1889—сентябрь 1894 |
| Сахаров, Виктор Викторович            | генерал-лейтенант                             | сентябрь 1894—январь 1898 |
| Протопопов, Александр Павлович        | генерал-лейтенант                             | февраль 1898—январь 1904  |
| Безрадецкий, Дмитрий Николаевич       | генерал-лейтенант                             | февраль 1904—январь 1908  |
| Васильев, Федор Николаевич            | генерал-лейтенант                             | февраль 1908—июль 1914    |
| Соковнин, Всеволод Алексеевич         | генерал-майор                                 | июль 1914—февраль 1915    |
| Дубровинский, Сергей Георгиевич       | генерал-майор                                 | февраль—июнь 1915         |
| Маркс, Никандр Александрович          | генерал-лейтенант                             | июнь 1915—сентябрь 1917   |
| Крылов, Павел Евстигнеевич            | генерал-майор                                 | октябрь 1917—1918         |

## Командующие войсками Краснознамённого Одесского военного округа

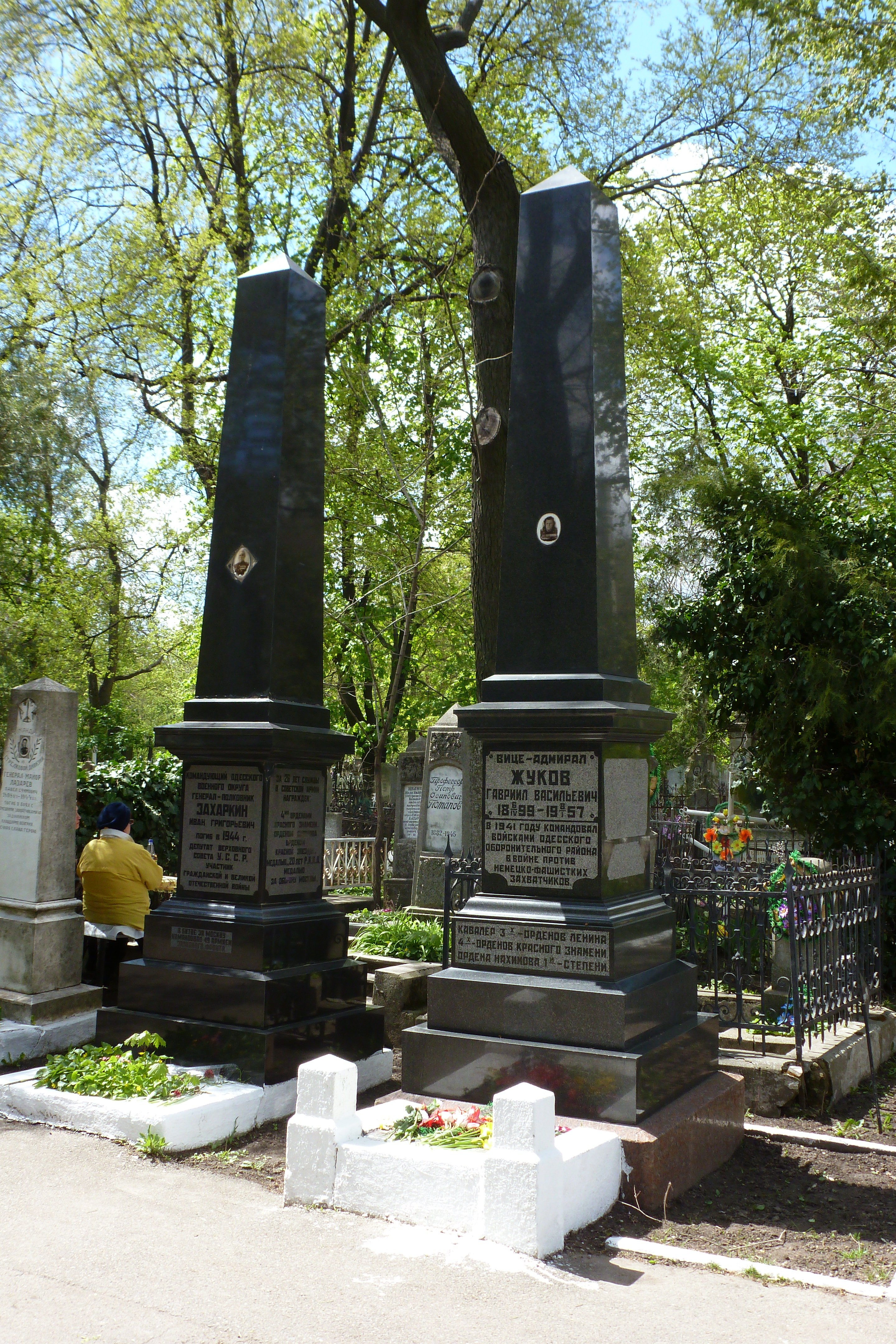
Могила генерал-полковника Ивана Захаркина (слева) и вице-адмирала Жукова (справа) на Втором Христианском кладбище в Одессе.

Мемориальная доска Г. К. Жукова на здании штаба Одесского военного округа.

| Ф. И. О.                        | Звание                                                               | Время замещения должности       |
| ------------------------------- | -------------------------------------------------------------------- | ------------------------------- |
| Чикваная, Евсевий Михайлович    |                                                                      | апрель 1919 (окрвоенком)        |
| Кривошеев, Артём Трифонович     |                                                                      | апрель — июль 1919 (окрвоенком) |
| Краевский, Бронислав Игнатьевич |                                                                      | июнь — август 1919 (окрвоенком) |
| Болдин, Иван Васильевич         | комкор, с 12.1939 — командарм 2 ранга, с 06.1940 — генерал-лейтенант | 22 октября 1939 — июнь 1940     |
| Черевиченко, Яков Тимофеевич    | генерал-лейтенант, с 02.1941 — генерал-полковник                     | 11 июля 1940 — 22 июня 1941     |
| Чибисов, Никандр Евлампиевич    | генерал-лейтенант                                                    | июнь — август 1941              |
| Иванов, Иван Иванович           | генерал-майор                                                        | август — сентябрь 1941          |
| Захаркин, Иван Григорьевич      | генерал-полковник                                                    | 23 марта — 15 октября 1944      |
| Первушин, Алексей Николаевич    | генерал-майор                                                        | октябрь 1944 (врид)             |
| Юшкевич, Василий Александрович  | генерал-лейтенант, с 07.1945 генерал-полковник                       | октябрь 1944 — июнь 1946        |
| Жуков, Георгий Константинович   | Маршал Советского Союза                                              | июнь 1946 — январь 1948         |
| Ивашечкин, Макар Васильевич     | генерал-лейтенант                                                    | январь — февраль 1948           |
| Пухов, Николай Павлович         | генерал-полковник                                                    | февраль 1948 — ноябрь 1951      |
| Галицкий, Кузьма Никитич        | генерал-полковник                                                    | ноябрь 1951 — май 1954          |
| Радзиевский, Алексей Иванович   | генерал-полковник                                                    | май 1954 — июнь 1959            |
| Бабаджанян, Амазасп Хачатурович | генерал-полковник                                                    | июнь 1959 — сентябрь 1967       |
| Луговцев, Михаил Васильевич     | генерал-полковник                                                    | сентябрь — декабрь 1967         |
| Шурупов, Александр Георгиевич   | генерал-полковник                                                    | апрель 1968 — апрель 1974       |
| Волошин, Иван Макарович         | генерал-лейтенант, с 04.1975 генерал-полковник                       | апрель 1974 — апрель 1982       |
| Елагин, Александр Сидорович     | генерал-полковник                                                    | апрель 1982 — декабрь 1986      |
| Морозов, Иван Сергеевич         | генерал-полковник                                                    | декабрь 1986 — январь 1992      |
| Радецкий, Виталий Григорьевич   | генерал-полковник                                                    | январь 1992 — октября 1993      |
| Шкидченко, Владимир Петрович    | генерал-полковник                                                    | октября 1993 — январь 1998      |

## Члены Военного совета — начальники Политического управления Краснознамённого Одесского военного округа
| Ф. И. О.                         | Звание                                               | Время замещения должности     |
| -------------------------------- | ---------------------------------------------------- | ----------------------------- |
| Колобяков, Александр Филаретович | дивизионный комиссар, с июня 1940 корпусной комиссар | октябрь 1939 — июнь 1941      |
| Осин, Николай Лаврентьевич       | бригадный комиссар                                   | июнь — август 1941 (врид)     |
| Лазарев, Александр Павлович      | полковой комиссар                                    | август — сентябрь 1941 (врид) |
| Румянцев, Алексей Гаврилович     | генерал-майор                                        | март 1944 — октябрь 1947      |
| Аношин, Иван Семёнович           | генерал-лейтенант                                    | октябрь 1947 — июль 1950      |
| Воронин, Фёдор Николаевич        | генерал-майор                                        | июль 1950 — январь 1952       |
| Усов, Павел Алексеевич           | генерал-майор, с мая 1954 генерал-лейтенант          | июль 1952 — ноябрь 1956       |
| Егоров, Никита Васильевич        | генерал-майор                                        | ноябрь — декабрь 1956         |
| Лебедев, Пётр Семёнович          | генерал-майор                                        | декабрь 1956 — сентябрь 1957  |
| Васягин, Семён Петрович          | генерал-лейтенант                                    | сентябрь 1957 — май 1958      |
| Степченко, Фёдор Петрович        | генерал-лейтенант                                    | май 1958 — июль 1960          |
| Крюков, Николай Иванович         | генерал-майор                                        | июль 1960 — февраль 1962      |
| Беднягин, Анатолий Иванович      | генерал-майор, с апреля 1964 генерал-лейтенант       | апрель 1962 — сентябрь 1969   |
| Семёнов, Иван Петрович           | генерал-майор, с апреля 1970 генерал-лейтенант       | сентябрь 1969 — май 1976      |
| Фомичёв, Павел Васильевич        | генерал-лейтенант                                    | май 1976 — декабрь 1982       |
| Плеханов, Валентин Филиппович    | генерал-лейтенант                                    | январь 1983 — апрель 1991     |

## Начальники штаба Краснознамённого Одесского военного округа
| Ф. И. О.                        | Звание                                              | Время замещения должности     |
| ------------------------------- | --------------------------------------------------- | ----------------------------- |
| Одинцов Сергей Иванович         |                                                     | апрель — июнь 1919 (военрук)  |
| Казанов                         |                                                     | июнь — июль 1919 (военрук)    |
| Литовцев                        |                                                     | июль — август 1919 (военрук)  |
| Ляпин, Пётр Иванович            | комдив, с 06.1940 — генерал-майор                   | октябрь 1939 — июль 1940      |
| Захаров, Матвей Васильевич      | генерал-майор                                       | июль 1940 — июнь 1941         |
| Кашкин, Анатолий Михайлович     | полковник                                           | июнь — июль, август 1941      |
| Шишенин, Гавриил Данилович      | генерал-майор                                       | июль 1941                     |
| Ветошников, Леонид Владимирович | генерал-майор                                       | сентябрь 1941                 |
| Белов, Иван Сергеевич           | генерал-майор                                       | март 1944 — июль 1945         |
| Ивашечкин, Макар Васильевич     | генерал-лейтенант                                   | июль 1945 — апрель 1949       |
| Коломинов, Александр Николаевич | генерал-майор                                       | апрель 1949 — ноябрь 1950     |
| Казаков, Михаил Ильич           | генерал-полковник                                   | ноябрь 1950 — июнь 1952       |
| Иванов, Семён Павлович          | генерал-полковник                                   | июнь 1952 — июль 1953         |
| Белявский, Виталий Андреевич    | генерал-лейтенант, с февраля 1958 генерал-полковник | июль 1953 — январь 1960       |
| Чиж, Владимир Филиппович        | генерал-лейтенант, с мая 1961 генерал-полковник     | январь 1960 — сентябрь 1962   |
| Никитин, Матвей Тимофеевич      | генерал-лейтенант танковых войск                    | сентябрь 1962 — декабрь 1963  |
| Казаков, Леонид Петрович        | генерал-лейтенант                                   | март 1964 — январь 1971       |
| Мерецков, Владимир Кириллович   | генерал-лейтенант                                   | ноябрь 1971 — февраль 1978    |
| Свиридов, Иван Васильевич       | генерал-лейтенант                                   | май 1978 — июнь 1981          |
| Бетехтин, Анатолий Владимирович | генерал-лейтенант                                   | июнь 1981 — январь 1984       |
| Свиридов, Иван Васильевич       | генерал-лейтенант                                   | июнь — сентябрь 1984          |
| Евсюков, Леонид Григорьевич     | генерал-лейтенант                                   | сентябрь 1984 — сентябрь 1985 |
| Семёнов, Виктор Афанасьевич     | генерал-лейтенант                                   | сентябрь 1985 — май 1988      |
| Сергеев, Анатолий Ипатович      | генерал-лейтенант                                   | май 1988 — сентябрь 1991      |
| Кузнецов, Юрий Кириллович       | генерал-лейтенант                                   | сентябрь 1991 — январь 1992   |

## Первые заместители командующего войсками Одесского военного округа
| Ф. И. О.                       | Звание                                          | Время замещения должности   |
| ------------------------------ | ----------------------------------------------- | --------------------------- |
| Первушин, Алексей Николаевич   | генерал-майор                                   | март 1944 — июль 1945       |
| Ивашечкин, Макар Васильевич    | генерал-лейтенант                               | январь 1947 — август 1948   |
| Куприянов, Дмитрий Андреевич   | генерал-лейтенант                               | август 1948 — ноябрь 1952   |
| Людников, Иван Ильич           | генерал-полковник                               | ноябрь 1952 — сентябрь 1954 |
| Свиридов, Владимир Петрович    | генерал-лейтенант                               | декабрь 1954 — март 1957    |
| Потапов, Михаил Иванович       | генерал-лейтенант, с мая 1961 генерал-полковник | апрель 1958 — январь 1965   |
| Луговцев, Михаил Васильевич    | генерал-лейтенант танковых войск                | июнь 1965 — сентябрь 1967   |
| Андрущенко, Анатолий Демидович | генерал-лейтенант                               | февраль 1969 — апрель 1972  |
| Ямщиков, Алексей Михайлович    | генерал-лейтенант                               | май 1972 — апрель 1974      |
| Беликов, Валерий Александрович | генерал-лейтенант танковых войск                | май 1974 — май 1976         |
| Кириллов, Анатолий Иванович    | генерал-лейтенант танковых войск                | май 1976 — июнь 1985        |
| Пьянков, Борис Евгеньевич      | генерал-лейтенант                               | июль 1985 — июнь 1987       |
| Сергеев, Анатолий Ипатович     | генерал-лейтенант                               | июнь 1987 — май 1988        |
| Суродеев, Сергей Алексеевич    | генерал-лейтенант                               | май 1988 — апрель 1990      |